# Empfingen
Empfingen là một xã ở huyện Freudenstadt ở bang Baden-Württemberg thuộc nước Đức. Đô thị này có diện tích 18,29 km², dân số thời điểm 31 tháng 12 năm 2006 là 4.122 người.